# Eva Remaeus
Eva Britt Remaeus, född 13 februari 1950 i S:t Peters klosters församling i Lund, död 29 januari 1993 på Gran Canaria (folkbokförd i Lovö församling i Stockholms län), var en svensk skådespelare. Hon blev mest känd för sitt deltagande i den pedagogiska TV-serien Fem myror är fler än fyra elefanter och var länge också aktiv inom teatergruppen Oktober.

## Biografi
Eva Remaeus växte upp i Malmö och var dotter till läromedelsintendenten Gösta Remaeus och Stina, född Wihlborg. Hon tog 1969 studenten vid S:t Petri läroverk i Malmö, och studerade därefter vid Lunds universitet 1969–1972 inom ämnena yrk-dramatik (praktisk, skapande dramatik) och drama-teater-film. Hon gick Statens scenskola i Malmö 1973–1974.

### Karriär
Samarbetet med Anders ”Loppan” Lindström ledde till teateruppsättningen Det finns en aldrig avslutad sång med Ninne Olsson, Henric Holmberg, Anders Granström och Jan Lindell. Uppsättningen blev början till Musikteatergruppen Oktober, vars medlemmar 1973–1974 gick ett fortbildningsår på Statens scenskola i Malmö. Eva Remaeus var medlem i gruppen fram till 1980. Där spelade hon bland annat i Bertolt Brechts Modern, som spelades tillsammans med en annan fri Malmögrupp, Bruksteatern, och i Sven Klangs kvintett som också filmades.
Eva Remaeus var också med i de fria gruppernas samarbete Tältprojektet, 1977. Dessa projekt hade alla en samhällskritisk udd. Därför fick Magnus Härenstam och Lars ”Brasse” Brännström arbeta hårt för att värva henne till det underhållande barnprogrammet Fem myror är fler än fyra elefanter, där hon spelade Eva, en mycket spontan och sympatisk person. Programmet, som inspirerats av det amerikanska pedagogiska programmet Sesame Street, sändes 1973–1974 och har genom flera repriser lämnat ett bestående avtryck hos flera generationer svenska barn.
År 1976 medverkade Remaeus i Bo Widerbergs polisfilm Mannen på taket. Under 1980-talet kom hon att blanda teaterroller med film- och TV-arbete. På TV var hon 1987–1991 programledare för barnprogrammet Världsmagasinet och 1991 för frågesportprogrammet De gränslösa frågorna. Hon medverkade bland annat i TV-serien Xerxes, 1988, och spelade Sally Bowles i Cabaret på Örebro länsteater.
Eva Remaeus var medlem i kultur- och sånggruppen Wiwili som via konst, musik och poesi informerade om och stödde förtryckta folk i Centralamerika.

### Död
Eva Remaeus avled 1993 till följd av en hjärntumör. Hon är begravd på Lovö kyrkogård.

## Privatliv, minne
Eva Remaeus var 1982–1991 gift med skådespelaren Jan Jönson (född 1947), och hade under de åren efternamnet Remaeus Jönson. Hon fick med honom dottern Jovanna Remaeus Jönson (född 1982) – även hon verksam inom teater/film, bland annat som scenograf för TV-serien Tjockare än vatten.
Efter Eva Remaeus död startade Wiwilí en fond till hennes minne, Esperanza, som bland annat gav stöd till ett skolbygge i Wiwilí i norra Nicaragua, där ett vattentorn i orten kallas Eva Remaeus vattentorn.

## Filmografi (i urval)
- 1973–1975, 1977 – Fem myror är fler än fyra elefanter
- 1976 – Sven Klangs kvintett
- 1976 – Mannen på taket
- 1978 – Tältet
- 1980 – Prins Hatt under jorden
- 1983 – Katy
- 1988 – Det är långt till New York
- 1988 – Xerxes (TV-serie)
- 1990 – Smash (TV-serie)

## Teater
| År   | Roll          | Produktion                                        | Regi               | Teater            |
| ---- | ------------- | ------------------------------------------------- | ------------------ | ----------------- |
| 1980 | Polly Peachum | Tolvskillingsoperan Bertolt Brecht och Kurt Weill | Lars Göran Carlson | Parkteatern       |
| 1984 | Sally Bowles  | Cabaret John Kander, Fred Ebb och Joe Masteroff   | Georg Malvius      | Örebro länsteater |
| 1984 | Smeraldina    | Två herrars tjänare Carlo Goldoni                 | Alfred Meschnigg   | Örebro länsteater |